# Liste der Naturdenkmale in Sonnenbühl
| Naturdenkmale | Anzahl |
| ------------- | ------ |
| FND           | 4      |
| END           | 15     |
| Gesamt        | 19     |

Die Liste der Naturdenkmale in Sonnenbühl nennt die verordneten Naturdenkmale (ND) der im baden-württembergischen Landkreis Reutlingen liegenden Gemeinde Sonnenbühl. In Sonnenbühl gibt es insgesamt 19 als Naturdenkmal geschützte Objekte, davon 4 flächenhafte Naturdenkmale (FND) und 15 Einzelgebilde-Naturdenkmale (END).
Stand: 1. November 2016.

## Flächenhafte Naturdenkmale (FND)
| Name                     | Bild | Kennung     | Einzelheiten | Position | Fläche Hektar | Datum         |
| ------------------------ | ---- | ----------- | ------------ | -------- | ------------- | ------------- |
| Kalkstein Nord           |      | 84150910056 | Sonnenbühl   | ⊙        | 4,2           | 6. Nov. 1991  |
| Kalkstein Südost         |      | 84150910057 | Sonnenbühl   | ⊙        | 2,1           | 6. Nov. 1991  |
| Kalkstein Südwest        |      | 84150910058 | Sonnenbühl   | ⊙        | 3,3           | 6. Nov. 1991  |
| Trollblumenwiese         | BW   | 84150910001 | Sonnenbühl   | ⊙        | 0,2           | 10. Juli 2008 |
| Legende für Naturdenkmal |      |             |              |          |               |               |

## Einzelgebilde (END)
| Name                                | Bild | Kennung     | Einzelheiten | Position | Fläche Hektar | Datum         |
| ----------------------------------- | ---- | ----------- | ------------ | -------- | ------------- | ------------- |
| Bärenhöhle                          |      | 84150910001 | Sonnenbühl   | ⊙        | 0,0           | 19. Dez. 1979 |
| Bergahorn                           | BW   | 84150910292 | Sonnenbühl   | ⊙        | 0,0           | 10. Juli 2008 |
| Dorflinde                           | BW   | 84150910265 | Sonnenbühl   | ⊙        | 0,0           | 10. Juli 2008 |
| Eiche                               | BW   | 84150910293 | Sonnenbühl   | ⊙        | 0,0           | 10. Juli 2008 |
| Esche                               | BW   | 84150910294 | Sonnenbühl   | ⊙        | 0,0           | 10. Juli 2008 |
| Lehenbrunnen mit 2 Linden           |      | 84150910231 | Sonnenbühl   | ⊙        | 0,0           | 10. Juli 2008 |
| Linden auf dem Eselsberg (5 Bäume)  | BW   | 84150910264 | Sonnenbühl   | ⊙        | 0,0           | 10. Juli 2008 |
| Linden auf dem Mittelberg (6 Bäume) | BW   | 84150910263 | Sonnenbühl   | ⊙        | 0,0           | 10. Juli 2008 |
| Molkequelle mit Linde               |      | 84150910201 | Sonnenbühl   | ⊙        | 0,0           | 10. Juli 2008 |
| Stamm einer Rotbuche                | BW   | 84150910232 | Sonnenbühl   | ⊙        | 0,0           | 10. Juli 2008 |
| Weidfichte                          | BW   | 84150910266 | Sonnenbühl   | ⊙        | 0,0           | 10. Juli 2008 |
| Weinsteinlinden (6 Bäume)           | BW   | 84150910262 | Sonnenbühl   | ⊙        | 0,0           | 10. Juli 2008 |
| 11 Apostel (Kirchberglinden)        | BW   | 84150910261 | Sonnenbühl   | ⊙        | 0,0           | 10. Juli 2008 |
| 3 Linden                            | BW   | 84150910291 | Sonnenbühl   | ⊙        | 0,0           | 10. Juli 2008 |
| 4 Linden                            | BW   | 84150910295 | Sonnenbühl   | ⊙        | 0,0           | 10. Juli 2008 |
| Legende für Naturdenkmal            |      |             |              |          |               |               |

## Ehemalige Naturdenkmale
Im Vergleich mit der Naturdenkmalliste von 1978 sind zahlreiche Naturdenkmale abgegangen oder aufgehoben worden:
| Name                             | Bild | Standort                                       | Einzelheiten |
| -------------------------------- | ---- | ---------------------------------------------- | ------------ |
| 7 Buchen 6 Bu, 2 Ei, 2 Kir       |      | Erpfingen, Gewann Pfärrbergle                  |              |
| 5 Buchen                         |      | Erpfingen, Gewann Auf dem Filz                 |              |
| Friedenslinde                    |      | Erpfingen, beim Rathaus                        |              |
| 2 Bergulmen                      |      | Erpfingen, am Halderweg                        |              |
| Roßberghöhlen                    |      | Erpfingen, Gewann Roßberg                      |              |
| Buche                            |      | Genkingen, Gewann Rinderberg                   |              |
| Linde beim Hirsch                |      | Genkingen, Pfullinger Straße                   |              |
| Ulme                             |      | Genkingen, Straße nach Undingen                |              |
| Kühles Loch                      |      | Genkingen, Gewann Büchsenteich                 |              |
| Baumgruppe mit Gebüsch           |      | Undingen, Gewanne Wittloch und Eselsberg       |              |
| Gehölz, Felsen, seltene Pflanzen |      | Undingen, Gewann Rinderberg                    |              |
| Baumgruppe                       |      | Undingen, Gewann Hösenloch                     |              |
| Allee (6 Li, 3 Ul)               |      | Undingen, Erpfinger Straße                     |              |
| 3 Ulmen                          |      | Undingen, Enger Weg                            |              |
| 8 Buchen mit Gebüsch             |      | Undingen, Gewann Fuchsloch                     |              |
| 2 Linden                         |      | Undingen, bei der Kirche                       |              |
| Ulme                             |      | Undingen, Heuweg/Erpfinger Straße              |              |
| Fichte                           |      | Undingen, Gewann Vor Winzloch                  |              |
| Wildapfelbaum                    |      | Undingen, Gewann Vor Winzloch                  |              |
| Weidebuche                       |      | Undingen, Gewann Hummelsberg                   |              |
| Burgruine                        |      | Undingen, Burg Hohengenkingen                  |              |
| Felsen mit seltenen Pflanzen     |      | Undingen, Gewann Vor Bienloch                  |              |
| 2 Erdfälle                       |      | Undingen, Gewann Weidenwang                    |              |
| 2 Weidfichten                    |      | Undingen, Gewann Bienloch                      |              |
| Eichberg-Höhle                   |      | Undingen, Gewann Eichberg                      |              |
| Eichberg-Schacht                 |      | Undingen, Gewann Eichberg                      |              |
| Brunnenbuche                     |      | Willmandingen, Gewann Brunnenhalde             |              |
| Standort seltener Pflanzen       |      | Willmandingen, Gewann Riedernberg              |              |
| Felsen mit Linde                 |      | Willmandingen, Gewann Oberbuch                 |              |
| Drei-Kaiser-Linden               |      | Willmandingen, Gewann Auchtert                 |              |
| Willmandinger Bröller            |      | Willmandingen, Seebachmühle                    |              |
| 5 Linden                         |      | Willmandingen, vor der Kirche                  |              |
| Baumgruppe                       |      | Willmandingen, Gewann Frickenäcker Flst. 2563  |              |
| Baumgruppe                       |      | Willmandingen, Gewann Frickenäcker, Flst. 2564 |              |
| Bergahorn                        |      | Willmandingen, Gewann Frickenäcker             |              |
| Eiche                            |      | Willmandingen, Gewann Niederes Loch            |              |
| Haselnussstrauch                 |      | Willmandingen, Gewann Wiesenberg               |              |
| Eschengruppe                     |      | Willmandingen, Gewann Wiesenberg               |              |
| Salweidengruppe                  |      | Willmandingen, Gewann Kornberg                 |              |
| Esche                            |      | Willmandingen, Gewann Schützenbahn, Flst. 2518 |              |
| Esche                            |      | Willmandingen, Gewann Schützenbahn, Flst. 2517 |              |